# أمير قريشي (لاعب كرة قدم)
أمير قريشي (17 أكتوبر 1974 براولبندي في باكستان) هو لاعب كرة قدم باكستاني في مركز حراسة المرمى. شارك مع منتخب باكستان لكرة القدم. أما مع النوادي، فقد لعب مع نادي كي أر إل.

## وصلات خارجية
- أمير القريشي على موقع ناشيونال فوتبول تيمز (الإنجليزية)